# Поляна (городской округ Перевозский)
Поляна — село в городском округе Перевозский Нижегородской области. Население 165 (2010) человек

## Общая физико-географическая характеристика
Географическое положение
По автомобильным дорогам расстояние до областного центра города Нижнего Новгорода составляет 110 км, до административного центра города Перевоз — 5,6 км.
Часовой пояс
Поляна, как и вся Нижегородская область, находится в часовой зоне МСК (московское время). Смещение применяемого времени относительно UTC составляет +3:00.

## История
До 31 мая 2017 года входило в состав Центрального сельсовета.

## Население
| 2002 | 2010 |
| ---- | ---- |
| 208  | ↘165 |

Национальный состав
Согласно результатам переписи 2002 года, в национальной структуре населения русские составляли 87% из 208 человек.